# Адалберо II фон Еберсберг
Адалберо II от Еберсберг (на немски: Adalbero II von Ebersberg, * ок. 980/985, † 27 март 1045 в замък Перзенбойг, Долна Австрия) от фамилията Зигхардинги е от 1029 до 1045 г. граф на Еберсберг.

## Биография
Той е най-възрастният син на Улрих фон Еберсберг († 1029), граф на Еберсберг, маркграф на Крайна, и съпругата му Рихардис фон Епенщайн († 1013), дъщеря на граф Маркварт II фон Фихбах.
Адалберо II получава манастир Еберсберг, който през 1040 г. преобразува на бенедиктански манастир и го дава на новообразувания манастир Бенедиктбойерн.
Адалберо се жени за Рихлинда († 1045) от род Велфи, единствената дъщеря на граф Рудолф II фон Алтдорф и на Ита от Швабия. През 1045 г. с Адалберо II измират гарфовете на Еберсберг.
Свитата на крал Хайнрих III спира по пътя при графиня Рихлинда фон Еберсберг в дворец Перзенбойг, която точно трябва да разпредили наследството на умрелия си съпруг. Тя дава голям банкет на 12 юли 1045 г. и подът на препълнената празнична зала пропада. Кралят е леко ранен, Рихлинда, епископът на Вюрцбург Бруно и абат Алтман от манастир Еберсберг, са тежко ранени и умират след това.